# Temple Grandin
Temple Grandin (født 29. august 1947 i Boston i Massachusetts) har en amerikansk doktorgrad i dyrevidenskab og er professor ved Colorado State University, forfatter og konsulent for husdyrindustrien og dyreadfærd. Grandin er autist og bemærkelsesværdig for sit arbejde for autismen. Hun er opfinder af krammemaskinen, som er beregnet til at berolige hypersensitive personer. Grandin står på Time 100-listen i 2010 over de mest indflydelsesrige personer i verden kategoriseret som "helte".

### Interviews og taler
- National Public Radio interview med Temple Grandin af Terri Gross i "The Best Life for Animals", 5. januar 2009. (engelsk)
- Free Library Broadcast Temple Grandin taler om sin seneste bog, 15. januar 2009. (engelsk)
- Temple Grandin: The world needs all kinds of minds Arkiveret 10. februar 2011 hos  Wayback Machine Temple Grandin taler på ted.com, februar 2010. (engelsk)
- Who is Temple Grandin? Arkiveret 18. juli 2011 hos  Wayback Machine Yahoo TV-artikel om Emmyer med Temple Grandin. (engelsk)